# 李仿尧
李仿尧，贵州金沙人，中华人民共和国政治人物。
担任毕节专区副专员。1954年，当选第一届全国人民代表大会代表。